# Melanie Messer
Melanie Messer ist eine deutsche Pflegewissenschaftlerin und Hochschullehrerin. Sie lehrte ab 2021 an der Universität Trier und gehört seit Februar 2023 dem Sachverständigenrat Gesundheit und Pflege an. Anfang Oktober 2024 wechselte sie an die Julius-Maximilians-Universität Würzburg auf den neu eingerichteten Lehrstuhl für Pflegewissenschaft. Gleichzeitig übernahm sie die Leitung des neu gegründeten Instituts für Pflegewissenschaft am Universitätsklinikum Würzburg (UKW).

## Leben
Melanie Messer absolvierte von 2001 bis 2005 an der Fachhochschule Frankfurt am Main ein Pflegestudium, das sie mit dem Diplom abschloss. Von 2006 bis 2007 wurde sie in Gelnhausen zur Gesundheits- und Krankenpflegerin ausgebildet, bevor sie 2007 ein Masterstudium Public Health/Pflegewissenschaft an der Universität Bremen begann, das sie 2009 abschloss.
Nach dem Studium arbeitete Messer als wissenschaftliche Mitarbeiterin von 2009 bis 2011 am Institut für Qualität und Wirtschaftlichkeit im Gesundheitswesen (IQWiG) im Ressort Nichtmedikamentöse Verfahren und von 2011 bis 2013 am Institut für Pflegewissenschaft der Universität Bielefeld. 2013 wechselte sie innerhalb der Fakultät für Gesundheitswissenschaften in die Arbeitsgruppe 6 Versorgungsforschung und Pflegewissenschaft, wo sie bis 2015 tätig war. Ab 2016 arbeitete sie dann in Berlin am Institut für Qualitätssicherung und Transparenz im Gesundheitswesen (IQTIG), zunächst als Projektleiterin für die Entwicklung von Patientenbefragungen und von 2018 bis 2020 als Leiterin des Stabsbereichs Patientenbelange. Während ihrer Zeit am IQTIG schloss sie 2017 auch ihre Promotion zum Doctor of Public Health (Dr. PH) an der Universität Bielefeld ab. Seit 2018 ist sie außerdem freiberufliche Lehrbeauftragte an der Apollon Hochschule der Gesundheitswirtschaft in Bremen.
Von 2021 bis September 2024 war  Messer Inhaberin einer Professur für Pflegewissenschaft mit dem Schwerpunkt Klinische Pflege über die Lebensspanne an der Universität Trier. In der evidenzbasierten Versorgungs- und Pflegeforschung liegen ihre Forschungsschwerpunkte auf Themen der Patienten- und Nutzerzentrierung, Versorgungsqualität, Public Health Nursing und Gesundheitskompetenz. Ihr besonderes Interesse gilt der Versorgung von Menschen mit chronischen Erkrankungen und Multimorbiditäten.
Im Rahmen der COVID-19-Pandemie wurde sie Teil des internationalen COVID Health Literacy Network. Im Kompetenznetz Public Health COVID-19 gehörte sie zum Leitungsteam der Arbeitsgruppe „Anforderungen an das deutsche Gesundheitssystem“.
Zum Februar 2023 wurde sie durch Gesundheitsminister Karl Lauterbach in den Sachverständigenrat Gesundheit und Pflege berufen. Sie ist die dritte Pflegewissenschaftlerin, die in dieses Gremium berufen wurde und folgt auf Gabriele Meyer, die zum Ende des Berufungszeitraums im Februar 2023 ausscheidet. Zuvor war Doris Schaeffer von 2010 bis 2014 als Pflegewissenschaftlerin bereits Mitglied dieses Gremiums.